# دوغ فينلي
دوغ فينلي هو سياسي كندي، ولد في 25 يوليو 1946 في إكستر في المملكة المتحدة، وتوفي في 11 مايو 2013 في أوتاوا في كندا بسبب سرطان. نشط حزبياً في الحزب الوطني الإسكتلندي. وقد انتخب عضو مجلس الشيوخ الكندي ‏.